# 迪奥梅德斯·迪亚兹

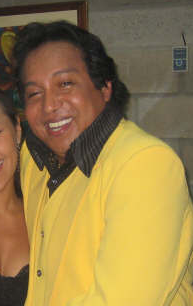
迪奥梅德斯·迪亚兹. 2006年

迪奥梅德斯·迪亚兹（西班牙語：Diomedes Díaz Maestre，1957年5月26日－2013年12月22日）是哥伦比亚歌手。他受到了很多人的钦佩， 的绰号，而迪奥梅德斯则称他们为"狂热分子"。
迪奥梅德斯·迪亚兹于2013年12月22日死于心脏骤停。